# Zoom In
Zoom In es un EP del músico británico Ringo Starr, publicado por la compañía discográfica Universal Music Group en marzo de 2021. Fue producido por Giles Martin, Jeff Lynne, Quincy Jones y Finneas O'Connell.

## Lista de canciones
| N.º | Título                         | Escritor(es)                               | Duración |  |
| 1.  | «Here's to the Nights»         | Diane Warren                               | 4:05     |  |
| 2.  | «Zoom In Zoom Out»             | Jeff Silbar, Joe Turley                    | 3:57     |  |
| 3.  | «Teach Me to Tango»            | Ringo Starr, Sam Hollander, Grant Michaels | 3:07     |  |
| 4.  | «Waiting for the Tide to Turn» | Bruce Sugar, Ringo Starr                   | 3:54     |  |
| 5.  | «Not Enough Love in the World» | Joseph Williams, Steve Lukather            | 4:16     |  |

## Posición en listas
| Lista                           | Posición |
| ------------------------------- | -------- |
| Alemania (Offizielle Top 100)   | 22       |
| Bélgica (Ultratop flamenca)     | 88       |
| Bélgica (Ultratop valona)       | 164      |
| Escocia (Scottish Albums Chart) | 14       |
| Suiza (Schweizer Hitparade)     | 19       |